# Nákří

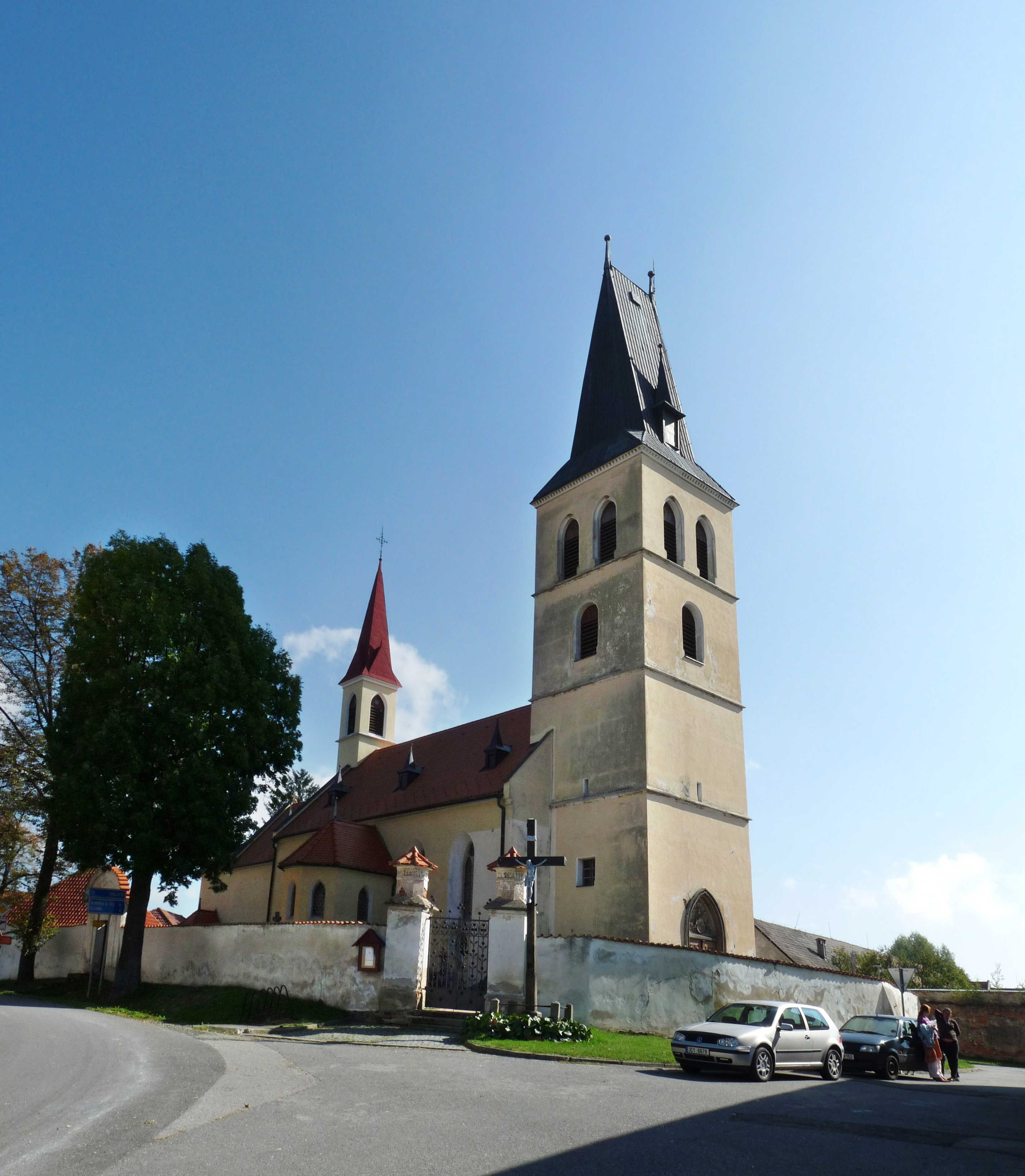
Kirche St. Peter und Paul

Nákří (deutsch Nakersch, früher Nakry) ist eine Gemeinde in Tschechien. Sie liegt 19 Kilometer nordwestlich von Budweis und gehört zum Okres České Budějovice.

## Geographie
Das Doppeldorf Nákří befindet sich linksseitig des Baches Jamský potok in der Teichlandschaft des Budweiser Beckens (Českobudějovická pánev) und besteht aus zwei dicht beieinander liegenden Rundlingen, die heute zu einer Einheit zusammengewachsen sind. Der nordwestliche Teil ist Horní Nakří bzw. Velké Nakří, der südöstliche Dolní Nakří bzw. Malé Nakří. Durch Nákří führt die Staatsstraße II/122 zwischen Týn nad Vltavou und Netolice. Nördlich des Ortes liegt am Jamský potok der Teich Malé Nakří, westlich der Teich Blatec; der südlich von Nákří gelegene Teich Velké Nákří wird dagegen vom Bach Olešník gespeist. Ebenfalls südlich befinden sich die Uranschlammteiche der MAPE Mydlovary. Im Nordwesten erhebt sich die Vazová (436 m n.m.).
Nachbarorte sind Strachovice, Malešice und Dříteň im Norden, Libív im Nordosten, Velice im Osten, Olešník, Zahájí und Mydlovary im Südosten, Zbudov im Süden, Dívčice im Südwesten, Dubenec und Radomilice im Westen sowie Záblatíčko und Záblatí im Nordwesten.

## Geschichte
Der Fund eines slawischen Wachtstätte vom Ende des 6. Jahrhunderts auf dem Hügel Na Bábě belegt eine frühzeitliche Besiedlung der Gegend.
Die erste urkundliche Erwähnung von Dolní Nákří und Horní Nákří stammt aus dem Jahre 1357, als Jindřich von Vidovpole die Einsetzung eines Pfarrers in Nakrzy bezeugte. Zu dieser Zeit war das Gut unter mehreren Besitzern aufgeteilt, die in verwandtschaftlicher Beziehung standen und das Kirchenpatronat gemeinschaftlich ausübten. Die Zahlung des Kirchzehnts von Radomilice lässt sich seit 1345 nachweisen. Im Laufe der Zeit änderte sich der Ortsname über Nakerži, Nakřj und Nakří zur heutigen Namensform Nákří. Nach der Ortschronik sollten die auf dem Kataster befindlichen Teiche im Jahre 1510 durch Jan von Řepice angelegt worden sein.
Im Jahre 1840 bestand das in Ober- und Unter-Nakřj unterteilte Dorf Nakřj aus 36 Häusern mit 331 Einwohnern. Unter dem Patronat der Obrigkeit standen die Schule und die Filialkirche der Apostel Peter und Paul in Unter-Nakřj. Außerdem gab es in Unter-Nakřj ein Wirtshaus. Nakřj war Pfarrort für Praschiwa Lhota (Česká Lhota), Neusattel (Novosedly), Zbudau (Zbudov), Diwtschitz, Dubenetz (Dubenec), Wellitz (Velice) und Libiw (Libív). Bis zur Mitte des 19. Jh. blieb Nakřj immer der Familienfideikomissherrschaft Frauenberg untertänig.
Nach der Aufhebung der Patrimonialherrschaften bildete Nakří/Nakry ab 1850 mit den Ortsteilen Dolní Nakří / Unter-Nakry und Horní Nakří / Ober-Nakry eine Gemeinde im Gerichtsbezirk Frauenberg. Zwischen Strachovice und Záblatí wurde 1862 auf dem Hügel Na Bábě ein Steinbruch aufgenommen, durch den die Fundstätte des slawischen Wachtpostens stark beschädigt wurde.
Ab 1868 gehörte die Gemeinde zum Bezirk Budweis. Die Unterteilung der Gemeinde in die beiden Dörfer Dolní Nakří und Horní Nakří wurde 1919 aufgehoben. Zwischen 1949 und 1960 gehörte Nákří zum Okres Vodňany, im Zuge der Gebietsreform von 1960 wurde das Dorf wieder dem Okres České Budějovice zugeordnet. Am 14. Juni 1964 erfolgte die Eingemeindung nach Dříteň. Seit dem 24. November 1990 besteht die Gemeinde Nákří wieder.

## Gemeindegliederung
Für die Gemeinde Nákří sind keine Ortsteile ausgewiesen. Nákří besteht aus den Ortslagen Dolní Nákří und Horní Nákří.

## Bevölkerungsentwicklung
| Jahr      | 1869 | 1880 | 1890 | 1900 | 1910 | 1921 | 1930 | 1950 | 1961 | 1970 | 1980 | 1991 | 2001 | 2011 | 2021 |
| --------- | ---- | ---- | ---- | ---- | ---- | ---- | ---- | ---- | ---- | ---- | ---- | ---- | ---- | ---- | ---- |
| Einwohner | 300  | 338  | 337  | 315  | 347  | 374  | 371  | 341  | 332  | 300  | 246  | 204  | 201  | 209  | 209  |

## Sehenswürdigkeiten
- Kirche St. Peter und Paul in Dolní Nákří
- Gehöfte im südböhmischen Bauernbarockstil
- Pfarrhaus
- Teiche Blatec (103,74 ha), Velký Luský (26 ha), Velké Nákří (42,49 ha), Malé Nákří (8,19 ha) und Březovec (16,27 ha)[6]